# Jaroslav Fedorišin
Jaroslav Fedorišin (11. prosince 1957, Stropkov – 29. srpna 1996, Bratislava) byl slovenský fotbalista, obránce.

## Fotbalová kariéra
V československé lize hrál za Tatran Prešov. Nastoupil v 11 ligových utkáních. Gól v lize nedal. Ve druhé nejvyšší soutěži hrál za Vagónku Poprad.

## Ligová bilance
| Ročník                                      | Zápasy | Góly | Klub           |
| ------------------------------------------- | ------ | ---- | -------------- |
| 1. československá fotbalová liga 1978/79    | 11     | 0    | Tatran Prešov  |
| 1. slovenská národní fotbalová liga 1981/82 | 7      | 0    | Vagónka Poprad |
| 1. slovenská národní fotbalová liga 1983/84 | 10     | 0    | Vagónka Poprad |
| 1. slovenská národní fotbalová liga 1984/85 | 13     | 0    | Vagónka Poprad |
| CELKEM 1. liga                              | 11     | 0    |                |